# Льнянка обыкновенная
Льня́нка обыкнове́нная или дикий львиный зев (лат. Linaria vulgaris) — травянистое многолетнее растение, вид рода Льнянка. По современной классификации род включается в семейство Подорожниковые (Plantaginaceae), ранее он фигурировал в составе семейства Норичниковые (Scrophulariaceae) или Верониковые (Veronicaceae).
Народные названия растения: дикий лён, жабрей, собачки. В некоторых районах льнянка обыкновенная известна также как серпорез (Черниговская область), чистик (Полтавская и Могилевская область), головная трава (Архангельская область), леновник (Саратовская область), пьяная трава (Нижегородская область), урезная трава (Вологодская область), масленица (Забайкалье).

## Ботаническое описание

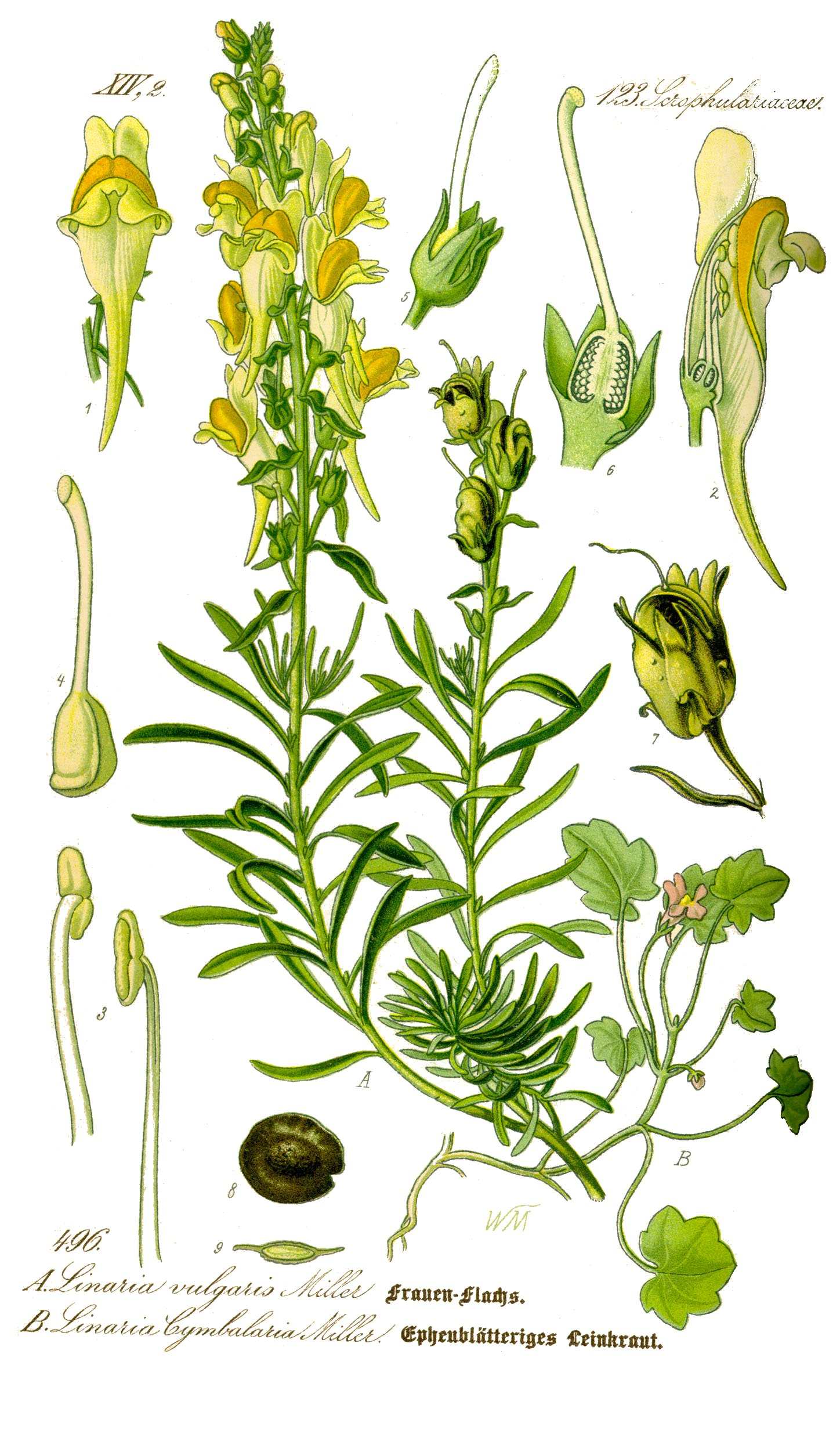
Ботаническая иллюстрация из книги О. В. Томе Flora von Deutschland, Österreich und der Schweiz, 1885

Корень стержневой или с длинными ползучими побегами.
Стебель 30—60(90) см высотой, прямостоячий, простой или ветвистый, густо олиственный.
Листья линейно-ланцетные или линейные, заострённые, с одной, реже тремя жилками, по краям завёрнутые, голые, 2—5(7) см длиной и 2—4(5) мм шириной, верхние линейные.
Цветки собраны в густые длинные верхушечные кисти, 5—15 см длиной. Оси, цветоножки и, реже, чашечка покрыты железистыми волосками, очень редко почти голые. Цветоножки 2—8 мм длиной, прицветники ланцетные, превышающие цветоножки или равные им. Чашечка с ланцетными долями, тонко заострёнными, большей частью голыми или с редкими волосками на наружней стороне, внутри голая, 3 мм длиной, 2 мм шириной. Венчик жёлтый, с ярко-оранжевой выпуклиной на нижней губе, 15—18 мм длиной (без шпоры), верхняя губа значительно превышает нижнюю, с выемкой 2,5—3 мм глубины, нижняя губа с закруглёнными долями, 5 мм шириной, средняя более узкая, шпора широко коническая, изогнутая, 12—15 мм длиной, 2,5—3 мм шириной при основании, ярко-жёлтая. Цветёт в июне—августе. Формула цветка: {\displaystyle \uparrow K_{(5)}\;C_{(2/3)}\;A_{4}\;G_{({\underline {2}})}}
.
Коробочка продолговато-эллиптическая, длиной 9—11 мм и шириной 6—7 мм, содержит многочисленные мелкие, дисковидные, с широким перепончатым краем, бугорчатые в центре семена.
|                                         |  |  |
| Слева направо: листья, соцветие, цветки |  |  |

## Распространение и экология
Льнянка обыкновенная — обычное растение паровых полей, огородов и садов.
Европа: Дания, Финляндия, Ирландия, Норвегия, Швеция, Великобритания, Австрия, Бельгия, Чехословакия, Германия, Венгрия, Нидерланды, Польша, Швейцария, Албания, Болгария, Югославия, Греция, Италия, Румыния, Франция (включая Корсику), Испания; территория бывшего СССР: Белоруссия, Молдавия, Европейская часть России, Украина, Западная и Восточная Сибирь, Дальний Восток; Азия: Турция, Китай. Встречается как заносное в других умеренных районах земного шара.

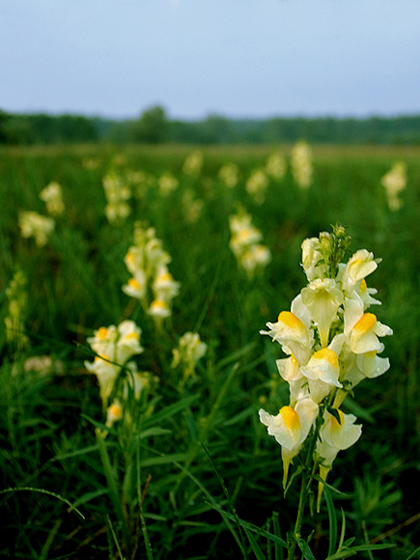
Льнянка обыкновенная на лугу

Поскольку цветок значительно закрыт нижней губой, его опыление требует помощи крупных насекомых, таких как пчёлы и шмели.

### Консортивные связи
Растение является пищей для большинства бабочек, таких как моль Acronicta euphorbiae, Amphipyra tragopoginis, металловидка-гамма (Autographa gamma), Calophasia lunula, Charidryas gorgone carlota, Eupithecia linariata, Eupithecia satyrata, перламутровка бледная (Boloria eunomia), Rusina ferruginea и пальцекрылка (Stenoptilia bipunctidactyla).

## Химический состав
В траве льнянки содержатся дубильные вещества, алкалоид пеганин, флавоновые гликозиды, органические кислоты — яблочная, уксусная, муравьиная, пектины, сапонины, витамин C и минеральные вещества.

## Особенности генома
В 2012 году группой исследователей Санкт-Петербургского университета в геноме льнянки обыкновенной обнаружена последовательность Т-ДНК бактерии Agrobacterium rhizogenes, что является ещё одним примером горизонтального переноса генов между бактериями и высшими растениями, наряду с несколькими видами табака и бататом. Таким образом, льнянка обыкновенная является природным трансгенным растением.

## Хозяйственное значение и использование
Льнянка является обычным сорняком, тем не менее она иногда выращивается для срезки в букеты.
Свежая трава — инсектицид.
Хороший пыльценос, но слабый медонос. Охотно посещается пчёлами для сбора пыльцы. 100 цветков выделяют 78 мг пыльцы. Нектаропродуктивность 100 цветков в Приморье 22,3 мг. Пыльца жёлтая, клейкая. Мёдопродуктивность при сплошном произрастании 20—30 кг/га.
Цветки содержат красящий пигмент тиосульфат натрия дающий жёлтый цвет.
Растение ядовито для лошадей. зафиксированы случаи отравления крупного рогатого скота.

### В медицине
Льнянка в научной медицине нашей страны не применяется и до конца не исследована. Профессор М. Д. Российский испытал жидкий экстракт на больных атонией кишечника, вздутием живота, длительными запорами и сделал заключение, что экстракт действует как мягкое послабляющее без побочных явлений. Им был выделен препарат пеганин, аналогичного с экстрактом действия, кроме того, он оказался хорошим средством при вялости мышц, при мышечной дистрофии и миопатиях.
В Германии врачи назначали водный настой льнянки при желтухе различного происхождения, воспалении мочевого пузыря, запоре, вялости кишечника и геморрое. В небольших количествах льнянку применяют при головных болях с рвотой (синдром Меньера), при ночном недержании мочи.
Считают[кто?], что препараты льнянки увеличивают силу, урежают ритм сердечных сокращений, повышают артериальное давление, скорость кровотока, увеличивают диурез. Настойку рекомендуют при хроническом запоре, метеоризме, при заболеваниях печени и жёлчного пузыря, отёках сердечного и почечного происхождения, нарушениях менструального цикла. Известно также, что препараты этого растения повышают потенцию, воздействуют как противоопухолевое и антигельминтное средство.
Широко и издавна применяется льнянка в народной медицине. Она полезна при водянке, при запорах, желтухе, золотухе, как слабительное, мочегонное, потогонное, противоглистное и желчегонное средство. Настой льнянки улучшает работу желудка и особенно кишечника, удаляет газы при метеоризме, уменьшает и прекращает воспалительные процессы (уменьшаются и рассасываются инфильтраты). Препараты льнянки, чай, настои применяются при головных болях, при одышке, как хорошее отхаркивающее при кашле, как противоядие при отравлениях, при болезнях мочевого пузыря и ночном недержании мочи, особенно у детей. Наружно полощут горло при ангине, делают ванны при конъюнктивите. Мазь втирают в голову для быстрого роста волос, а также при лечении экземы и псориаза.
Траву льнянки обыкновенной лучше всего заготавливать в период цветения — то есть в течение практически всего лета. Срезать траву следует непременно в сухую солнечную погоду. Поскольку растение в свежем виде отличается неприятным запахом, сушить его рекомендуется на открытом воздухе и обязательно — в тени. Срок годности заготовленного сырья — один—два года.

## Классификация

### Таксономическое положение
- Linaria vulgaris Mill., 1768, Gard. Dict., ed. 8. : n.° 1

Вид Льнянка обыкновенная включается в род Льнянка (Linaria) семейства Подорожниковые (Plantaginaceae) порядка Ясноткоцветные (Lamiales) клады Ламииды, последовательно входящей в более крупные клады Астериды → Суперастериды → Эвдикоты → Цветковые растения. Таксономическая схема в соответствии с Системой APG IV по состоянию на декабрь 2023 года:
|  |                          |  |                                   |                                   |                          |  | еще 23 семейства | еще 23 семейства |                          |  |                         |  | еще 207 подтвержденных видов и 62 вида в статусе "неподтвержденных" | еще 207 подтвержденных видов и 62 вида в статусе "неподтвержденных" |  |
|  |                          |  |                                   |                                   |                          |  | еще 23 семейства | еще 23 семейства |                          |  |                         |  | еще 207 подтвержденных видов и 62 вида в статусе "неподтвержденных" | еще 207 подтвержденных видов и 62 вида в статусе "неподтвержденных" |  |
|  |                          |  |                                   | порядок Ясноткоцветные            |                          |  |                  |                  | род Льнянка              |  |                         |  |                                                                     |                                                                     |  |
|  |                          |  |                                   | порядок Ясноткоцветные            |                          |  |                  |                  | род Льнянка              |  | 3 внутривидовых таксона |  |                                                                     |                                                                     |  |
|  | клада Цветковые растения |  |                                   |                                   | семейство Подорожниковые |  |                  |                  | вид Льнянка обыкновенная |  |                         |  |                                                                     |                                                                     |  |
|  | клада Цветковые растения |  |                                   |                                   |                          |  |                  |                  |                          |  |                         |  |                                                                     |                                                                     |  |
|  |                          |  | ещё 63 порядка цветковых растений | ещё 63 порядка цветковых растений |                          |  |                  | еще 105 родов    | еще 105 родов            |  |                         |  |                                                                     |                                                                     |  |
|  |                          |  |                                   | ещё 63 порядка цветковых растений |                          |  |                  |                  | еще 105 родов            |  |                         |  |                                                                     |                                                                     |  |

### Внутривидовые таксоны
- Linaria vulgaris subsp. chinensis (Bunge ex Debeaux) D.Y.Hong
- Linaria vulgaris subsp. sinensis (Bebeaux) D.Y.Hong
- Linaria vulgaris subsp. vulgaris

### Синонимы
- Antirrhinum genistifolium Lapeyr.
- Antirrhinum linaria L.
- Antirrhinum vulgare (Mill.) Gray
- Linaria linaria (L.) H.Karst.
- Peloria linaria (L.) Raf.